# 154006 Suzannehawley
154006 Suzannehawley è un asteroide della fascia principale. Scoperto nel 2002, presenta un'orbita caratterizzata da un semiasse maggiore pari a 2,6189919 UA e da un'eccentricità di 0,1199180, inclinata di 13,35074° rispetto all'eclittica.